# مبيبايت
ميبي بايت (بالإنجليزية: Mebibyte)‏ وتعني ميجا بايت ثنائية العد (Mega binary byte) ويرمز لها MiB, وهي تستخدم في ذاكرات الحاسوب.
1MiB = 220 بايتs = 1,048,576 bytes = 1,024 سابقة ثنائيةs
وهي عضو من مجموعة من الوحدات ذات البادئة الثنائية كما هو معرف في اللجنة الكهروتقنية الدولية International Electrotechnical Commission (IEC) وظهرة هذه الوحدة سنة 1999 .